# Єґлійовець
Єґлійовець (пол. Jeglijowiec) — село в Польщі, у гміні Кадзідло Остроленцького повіту Мазовецького воєводства.
Населення — 270 осіб (2011).
У 1975-1998 роках село належало до Остроленцького воєводства.

## Демографія
Демографічна структура станом на 31 березня 2011 року:
|          | Загалом | Допрацездатний вік | Працездатний вік | Постпрацездатний вік |
| -------- | ------- | ------------------ | ---------------- | -------------------- |
| Чоловіки | 150     | 39                 | 92               | 19                   |
| Жінки    | 120     | 27                 | 57               | 36                   |
| Разом    | 270     | 66                 | 149              | 55                   |